# 坦尚尼亞十數樟
坦尚尼亞十數樟（学名：Warburgia elongata）是白桂皮科十数樟属中的一個物種，原生於坦尚尼亞。其种加词“elongata”意为“长的”。